# Доктрина Картера

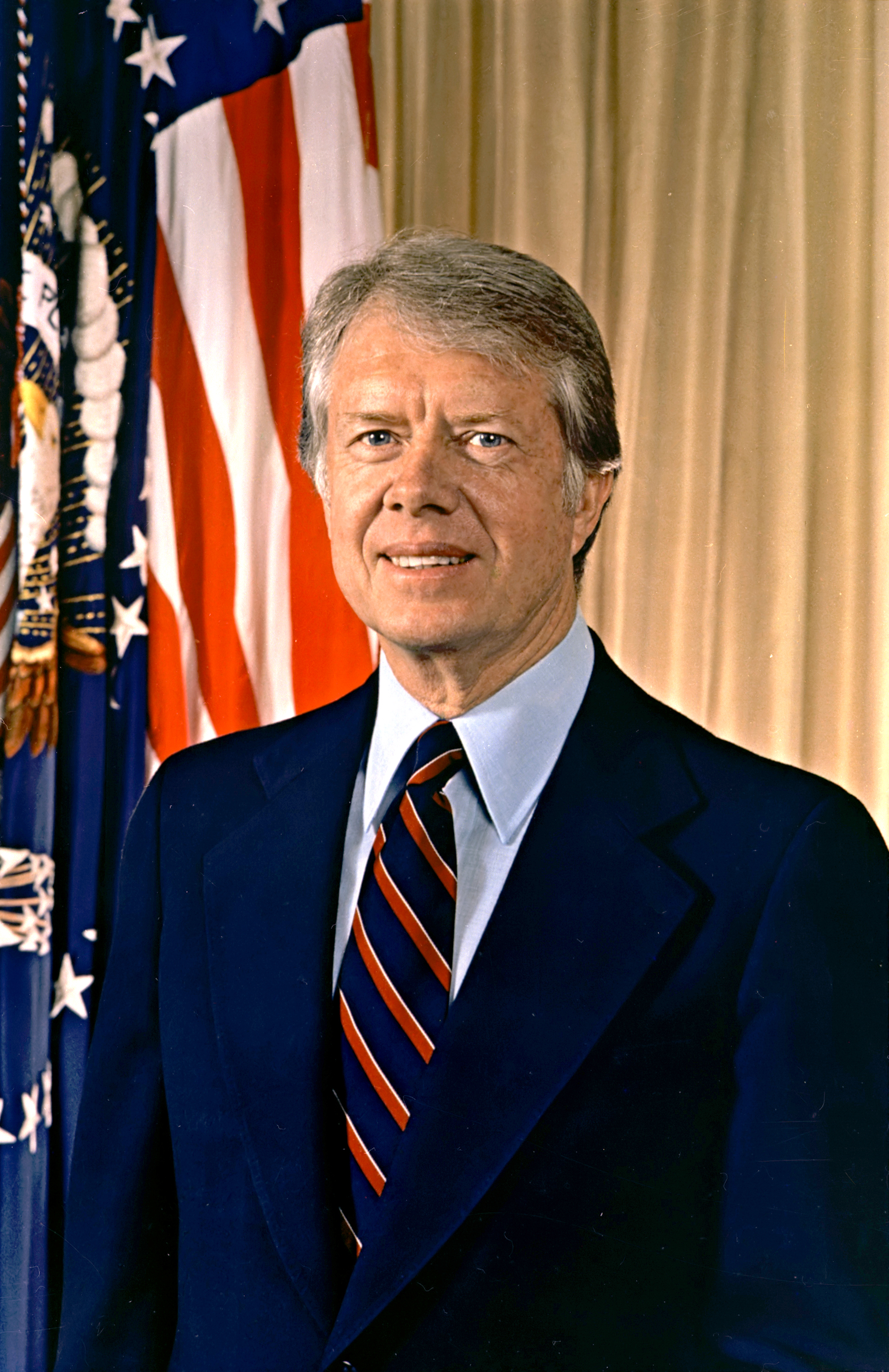
Джимми Картер

Доктрина Картера (англ. Carter Doctrine) — внешнеполитическая программа, провозглашённая президентом США Джимми Картером 23 января 1980 года в ответ на ввод советских войск в Афганистан. Выступая с ежегодным посланием «О положении страны» на заседании конгресса, сосредоточив основное внимание на событиях вокруг Афганистана и курсе администрации в этой связи, Картер заявил:

Регион, который теперь находится под угрозой со стороны советских войск в Афганистане, имеет огромное стратегическое значение: он содержит более чем две трети экспортируемой нефти в мире. Советские усилия по установлению господства над Афганистаном привело к тому, что советские войска теперь в 300 милях от Индийского океана и близки к Ормузскому проливу, морскому пути, через который проходит большая часть мировой нефти. Советский Союз сейчас пытается укрепить стратегические позиции, что создаёт серьёзную угрозу для свободного перемещения нефти с Ближнего Востока.
Эта ситуация требует внимательного обдумывания, железных нервов, и решительных действий не только в этом году, но на многие годы вперёд. Она требует коллективных усилий для противостояния этой новой угрозе безопасности в районе Персидского залива и в Юго-Западной Азии. Она требует участия всех тех, кто зависит от нефти с Ближнего Востока и кто заинтересован в глобальном мире и стабильности. И она требует консультации и тесного сотрудничества со странами региона, которые могут оказаться под угрозой.
Решение этой задачи потребует национальной воли, дипломатической и политической мудрости, экономических жертв, и, конечно, военного потенциала. Мы должны призвать всё лучшее, что есть в нас, чтобы сохранить безопасность этого важного региона.
Пусть наша позиция будет абсолютно ясной: попытки каких-либо внешних сил получить контроль над регионом Персидского залива будут рассматриваться как посягательство на жизненно важные интересы Соединённых Штатов Америки, и такое нападение будет отражено любыми необходимыми средствами, в том числе военной силой.
Оригинальный текст (англ.)The region which is now threatened by Soviet troops in Afghanistan is of great strategic importance: It contains more than two-thirds of the world's exportable oil. The Soviet effort to dominate Afghanistan has brought Soviet military forces to within 300 miles of the Indian Ocean and close to the Straits of Hormuz, a waterway through which most of the world's oil must flow. The Soviet Union is now attempting to consolidate a strategic position, therefore, that poses a grave threat to the free movement of Middle East oil.

This situation demands careful thought, steady nerves, and resolute action, not only for this year but for many years to come. It demands collective efforts to meet this new threat to security in the Persian Gulf and in Southwest Asia. It demands the participation of all those who rely on oil from the Middle East and who are concerned with global peace and stability. And it demands consultation and close cooperation with countries in the area which might be threatened.
Meeting this challenge will take national will, diplomatic and political wisdom, economic sacrifice, and, of course, military capability. We must call on the best that is in us to preserve the security of this crucial region.

Let our position be absolutely clear: An attempt by any outside force to gain control of the Persian Gulf region will be regarded as an assault on the vital interests of the United States of America, and such an assault will be repelled by any means necessary, including military force.

## Сущность
Последняя, ключевая фраза доктрины Картера была написана Збигневом Бжезинским, в то время советником по национальной безопасности. Бжезинский смоделировал формулировку Доктрины Картера на основе Доктрины Трумана и настоял, чтобы это предложение было включено в речь «чтобы стало совершенно ясно, что Советы должны держаться подальше от Персидского залива».
В книге «The Prize: The Epic Quest for Oil, Money, and Power» Даниэль Йергин отмечает, что «Доктрины Картера имеет поразительные общие черты» с британской декларацией 1903 года, в которых британский министр иностранных дел лорд Лансдаун предупредил Россию и Германию, что британцы «расценят учреждение морской базы или укреплённого порта в Персидском заливе любой другой державой как очень серьёзную угрозу британским интересам, и мы конечно должны сопротивляться этому со всеми средствами, имеющимися в нашем распоряжении».
Бессменный посол СССР в США А. Ф. Добрынин, комментируя Доктрину Картера, писал, что советское руководство считало претензии США в значительной степени надуманными. «В Москве — я могу это засвидетельствовать — были убеждены, что афганские события (имеющие, по её мнению, ограниченный, локальный характер) служили лишь удобным предлогом для Вашингтона, чтобы возобновить масштабную гонку вооружений, усилить американские позиции в Персидском заливе и на Ближнем Востоке, начать общее антисоветское наступление, — писал он. — А это грозило окончательно разрушить процесс разрядки. Никто никому не верил. Брежнев и его коллеги считали, что в формуле „сотрудничество или конфронтация“ Картер умышленно сделал свой выбор в пользу последней. Сам же Картер был убеждён, что вторжение в Афганистан и конфронтация — это осознанный выбор Москвы».